# Ассия Ахат
Ассия Ахат (настоящее имя — Инесса Юрьевна Данилова; род. 3 июня 1965, Киев) — украинская скрипачка и певица. Заслуженный артист Украины (2016).
Дискография Ассии Ахат состоит из сольных концертных выступлений во многих странах мира, восьми альбомов и около тридцати отдельных видео.
Сингл Ассии Ахат «If Only Tonight» (запись 2013 года, США) стал её первым хитом, принёсшим ей всемирную известность (3,4 млн просмотров в YouTube, по состоянию на июнь 2021).

## Биография
Ассия Ахат родилась 3 июня 1965 года в Киеве. Отец — научный сотрудник, мать — инженер. Ассию воспитывали бабушка и дедушка — потомственные учителя. Начала учиться игре на скрипке с пяти лет и была одной из самых молодых солисток Национальной филармонии Украины.
Окончила музыкальный колледж им. Глиера и Национальную музыкальную академию (Киев) по классу скрипки. Стажировалась в Музыкальной академии в Ницце, Франция (фр. Academie de musique de Nice).
На протяжении шести лет была солисткой квартета «Каприз плюс» Киевской филармонии (сейчас — Национальная филармония Украины), в составе квартета гастролировала за рубежом, записала альбом «Миниатюры» в Канаде.
В 1999 году Ассия Ахат записала дебютный диск «Homo novus», выпущенный Lavina Music. На диске представлены обработки классических и фольклорных произведений для акустической и электронной скрипок. В запись вошло её первое произведение в стиле поп-музыки «Шутка».
Начиная с декабря 1999 года Ассия Ахат неоднократно по приглашению боксёра-тяжеловеса Виталия Кличко исполняла на скрипке гимн Украины перед его поединками в Германии.
В 2002 году Ассия Ахат начала профессионально петь, тогда же подписала контракт со звукозаписывающими компаниями «Universal Ukrainian Records» и EMI Records Польша и выпустила альбом «Тебе, Анаис» на русском языке. В том же году подписала контракт с Universal Poland, в рамках которого записала песню «Где же ты теперь?». В Польше вышла её польская версия «Gdzie Mam Szukać Cię» с участием голливудского актёра польского происхождения Богуслава Линды.
В 2002 году создала группу «69», в которой стала продюсером и соавтором песен.
В альбом «Шоколад», выпущенный певицей в 2003 году, вошли песни на русском, польском и французском языках.
По состоянию на май 2021 Ассия Ахат работает над проектом в стиле New Age, который имеет все шансы стать одним из самых многообещающих событий в мировом музыкальном сообществе. Продюсер альбома — многократный победитель Grammy Пол Авгеринос, ассистирующий композитор — двукратный номинант Grammy David Arkenstone. Проектом руководит Tony Succar — один из самых талантливых молодых музыкантов и менеджеров американского шоу-бизнеса, двукратный победитель Grammy, в том числе в категории «Лучший продюсер года». Работы из нового альбома Ассия планирует включить в свой концертный тур по США и Канаде, намеченный на конец 2021 года.

## Дискография
- 1999 — «Homo Novus», Lavina Music[7]
- 2002 — «Тебе, Анаис», Ukrainian Records — UR017-2[9]
- 2002 — Assia Akhat* + Bogusław Linda — Gdzie Mam Szukać Cię[10]
- 2003 — «Шоколад»[11]
- 2005 — «Душа болела»
- 2006 — «Горячий поцелуй» (в составе группы «69»)
- 2006 — «I like it…» («Мне это нравится»)
- 2007 — «Я лучшая!»
- 2010 — «Ангелы не курят» (в составе группы «69»)
- 2013 — «If Only Tonight»
- 2014 — «Fiesta in San Juan»
- 2016 — «Диско»
- 2017 — «You will miss me», «Переплетает»,
- 2018 — «All-In». В альбоме представлены 13 скрипичных соло Ассии Ахат в сопровождении оркестра. Альбом записан на собственном лейбле Ахат «Seize the Day Entertainment» в партнерстве с 17-кратным обладателем Грэмми Умберто Гатика[4]
- 2019 — «Музыкальная фиерия»
- 2020 — «A Date at the Movies»

## Награды
- Заслуженный артист Украины (2016)[1].